# Maldivas en los Juegos Olímpicos de Atlanta 1996
Las Maldivas estuvieron representadas en los Juegos Olímpicos de Atlanta 1996 por seis deportistas, cinco hombres y una mujer, que compitieron en dos deportes.
El portador de la bandera en la ceremonia de apertura fue el atleta Ahmed Shageef. El equipo olímpico maldivo no obtuvo ninguna medalla en estos Juegos.